# PALO!
PALO! est un groupe de salsa composé de musiciens américains et cubains formé en 2003 à Miami aux États-Unis.
Les chansons de PALO! mélangent la salsa, le jazz et le funk et sont fortement influencées par la musique cubaine, la trova, le boléro filin ainsi que les rythmes afro-cubains et afro-américains.
Le groupe qualifie lui-même sa musique d'Afro-Cuban Funk.
Le New York Post déclare à leur sujet : « le funk afro-cubain est la musique cubaine pour la nouvelle génération. Et le leader du son est le groupe PALO!, basé à Miami ! ».

## Historique
Après avoir produit pendant des années des artistes tels que Celia Cruz, Tito Puente, Ricardo Montaner, Cheo Feliciano, Oscar d'Leon et Willy Chirino, le producteur, auteur, compositeur et arrangeur Steve Roitstein décide de former son propre groupe,.
Il fonde en 2003 le groupe PALO!, qui combine la musique cubaine avec des rythmes de latin jazz et de funk.
En 2010, leur premier album, "This is Afrocuban Funk", reçoit de nombreuses louanges. 
Le groupe est élu meilleur groupe par les lecteurs du Miami New Times en 2012 et Best Latin Band en 2014.
Leur second album PALO! Live vaut au groupe une nomination au Latin Grammy Award for Best Contemporary Tropical Album en 2014 et une nomination au Grammy Award for Best Tropical Latin Album en 2015, ainsi qu'un Sun Coast Emmy pour avoir fait partie de la bande originale du documentaire Miami Boheme,.
Les membres de PALO! apparaissent dans deux films documentaires primés : Miami Boheme: An American Musical Journey (réalisé par Joe Cardona et Ralf Gonzalez) et Ivy League Rumba,.

## Formation

### Membres fondateurs
- Steve Roitstein : claviers et rythmes
- Leslie Cartaya : chant
- Ed Calle : saxophone
- Raymer Olalde : timbales, chant
- Philbert Armenteros : congas, chant

### Membres actuels
- Steve Roitstein : claviers et rythmes
- Miriam Martinez : chant
- Dannah Santiago : chant
- Julio Cesar : chant
- Dayron Gallardo : percussions
- Otto Santana : percussions
- Aldo Salvent : saxophone

## Discographie
PALO! a sorti trois albums sur le label Rolling Pin Music, : 
- 2010 : This is Afrocuban Funk (Rolling Pin Music RP 5741)
- 2014 : PALO! Live (Rolling Pin Music RP1956 )
- 2016 : Yo Quiero Guarachar

PALO! apparaît également, avec un morceau, sur un disque de compilation du label Putumayo World Music intitulé Cuba! Cuba!.